# Arquidiocese de Guadalajara
A Arquidiocese de Guadalajara (Archidioecesis Guadalaiarensis) é uma arquidiocese da Igreja Católica com sede na cidade de Guadalajara, no estado de Jalisco. Foi estabelecida como Diocese em 13 de julho de 1548, sendo elevada à condição atual em 26 de janeiro de 1863. Com área de 20,827 km² e cerca de 6,141,000 de fiéis, tem como Sé a Catedral de Guadalajara.

## História
A Diocese de Compostela na Nova Galícia foi erigida em 13 de julho de 1548 com a bula Super specula do Papa Paulo III, tomando seu território da Diocese de Michoacán (hoje Arquidiocese de Morelia). Em 10 de maio de 1560, a sede foi transferida para Guadalajara.
Em 28 de setembro de 1620 e 15 de dezembro de 1777, cedeu porções de seu território com o propósito de erigir a Diocese de Durango (hoje uma arquidiocese) e a Diocese de Linares ou Nuevo León (hoje Arquidiocese de Monterrey), respectivamente.
O seminário diocesano foi fundado por Dom Felipe Galindo Chávez y Pineda em 9 de setembro de 1696 e reformado no início do século XIX.
Em 31 de agosto de 1854, cedeu uma porção de território para a ereção da Diocese de San Luis Potosí (hoje arquidiocese). Em 26 de janeiro de 1863, cedeu outra porção de território para a ereção da Diocese de Zacatecas e, ao mesmo tempo, foi elevada à categoria de arquidiocese metropolitana com a bula Romana Ecclesia do Papa Pio IX.
Posteriormente, cedeu repetidamente novas porções de seu território com o propósito de estabelecer novas dioceses, a saber:
- a Diocese de Colima em 11 de dezembro de 1881,
- a Diocese de Tepic em 23 de junho de 1891,
- a Diocese de Aguascalientes em 27 de agosto de 1899,
- a Diocese de Autlán em 28 de janeiro de 1961,
- a Diocese de Ciudad Guzmán e a Diocese de San Juan de los Lagos em 25 de março de 1972.

Em 5 de julho de 1957, com a carta apostólica Ad peculiari studio, o Papa Pio XII proclamou a Bem-Aventurada Virgem Maria, venerada sob o título de Virgen de San Juan de los Lagos, padroeira principal da arquidiocese.
Em 18 de outubro de 1988, com a carta apostólica Antiquis a temporibus, o Papa João Paulo II confirmou a Bem-Aventurada Virgem Maria, conhecida pelo nome de Nuestra Señora de Zapopan, padroeira da arquidiocese.
Em 24 de maio de 1993, o Arcebispo Cardeal Juan Jesús Posadas Ocampo foi assassinado. No estacionamento do Aeroporto Internacional de Guadalajara, seu carro foi crivado de 14 tiros. Mais tarde, descobriu-se que os instigadores do assassinato foram Juan Francisco Murillo Díaz, conhecido como "El Güero Jaibo", e Édgar Nicolás Villegas, conhecido como "El Negro", líderes do Cartel de Tijuana, que ordenaram o assassinato do cardeal por sua incansável luta contra o narcotráfico. Posadas Ocampo foi incluído pelo Papa João Paulo II na longa lista de mártires do século XX.

## Prelados
| #                      | Nome                                                        | Período     | Notas                                                       |
| Arcebispos             | Arcebispos                                                  | Arcebispos  | Arcebispos                                                  |
| ---------------------- | ----------------------------------------------------------- | ----------- | ----------------------------------------------------------- |
| 10º                    | José Francisco Cardeal Robles Ortega                        | 2011 -      | Atual                                                       |
| 9º                     | Juan Cardeal Sandoval Íñiguez                               | 1994 - 2011 | Arcebispo emérito                                           |
| 8º                     | Juan Jesús Cardeal Posadas Ocampo                           | 1987 - 1993 |                                                             |
| 7º                     | José Cardeal Salazar López                                  | 1970 - 1987 |                                                             |
| 6º                     | José Cardeal Garibi y Rivera                                | 1936 - 1969 |                                                             |
| 5º                     | José Francisco Orozco y Jiménez                             | 1912 - 1936 |                                                             |
| 4º                     | José de Jesús Ortíz y Rodríguez                             | 1901 - 1912 |                                                             |
| 3º                     | Jacinto López y Romo                                        | 1899 - 1900 |                                                             |
| 2º                     | Pedro José de Jesús Loza y Pardavé                          | 1868 - 1898 |                                                             |
| 1º                     | Pedro Espinosa y Dávalos                                    | 1863 - 1866 |                                                             |
| Arcebispos-coadjutores |                                                             |             |                                                             |
|                        | Francisco Javier Nuño y Guerrero                            | 1954 - 1972 | Nomeado Arcebispo (Titulo pessoal) de San Juan de los Lagos |
|                        | José Garibi y Rivera                                        | 1934 - 1936 |                                                             |
| Bispos                 |                                                             |             |                                                             |
| 31º                    | Pedro Espinosa y Dávalos                                    | 1853 - 1863 | Elevado à Arcebispo                                         |
| 30º                    | Diego de Aranda y Carpinteiro                               | 1836 - 1853 |                                                             |
| 29º                    | José Miguel Gordoa y Barrios                                | 1830 - 1832 |                                                             |
| 28º                    | Juan Cruz Ruiz de Cabañas y Crespo                          | 1795 - 1824 |                                                             |
| 27º                    | Esteban Lorenzo de Tristán y Esmenota                       | 1793 - 1794 |                                                             |
| 26º                    | Antonio Alcalde y Barriga, O.P.                             | 1771 - 1792 |                                                             |
| 25º                    | Diego Rodríguez de Rivas y Velasco                          | 1762 - 1770 |                                                             |
| 24º                    | José Francisco Martínez de Tejada y Díez de Velasco, O.F.M. | 1751 - 1760 |                                                             |
| 23º                    | Juan Leandro Gómez de Parada Valdez y Mendoza               | 1735 - 1751 |                                                             |
| 22º                    | Nicolás Carlos Gómez de Cervantes y Velázquez de la Cadena  | 1726 - 1734 |                                                             |
| 21º                    | Juan Bautista Alvarez de Toledo, O.F.M.                     | 1723 - 1725 |                                                             |
| 20º                    | Pedro de Tapiz y Garcia                                     | 1722        |                                                             |
| 19º                    | Manuel de Mimbela y Morlans, O.F.M.                         | 1714 - 1721 |                                                             |
| 18º                    | Diego Camacho y Ávila                                       | 1704 - 1712 |                                                             |
| 17º                    | Felipe Galindo Chávez y Pineda, O.P.                        | 1695 - 1702 |                                                             |
| 16º                    | Juan de Santiago y León Garabito                            | 1677 - 1694 |                                                             |
| 15º                    | Manuel Fernández de Santa Cruz y Sahagún                    | 1674 - 1676 | Nomeado Bispo de Tlaxcala                                   |
| 14º                    | Francisco Verdín y Molina                                   | 1665 - 1673 | Nomeado Bispo de Michoacán                                  |
| 13º                    | Juan Ruiz de Colmenero                                      | 1646 - 1663 |                                                             |
| 12º                    | Juan Sánchez Duque de Estrada                               | 1636 - 1641 |                                                             |
| 11º                    | Leonel de Cervantes y Caravajal                             | 1629 - 1636 | Nomeado Bispo de Antequera                                  |
| 10º                    | Francisco de Rivera y Pareja, O. de M.                      | 1618 - 1629 | Nomeado Bispo de Michoacán                                  |
| 9º                     | Juan de Valle y Arredondo, O.S.B.                           | 1606 - 1617 |                                                             |
| 8º                     | Alonso de la Mota y Escobar                                 | 1598 - 1607 | Nomeado Bispo de Tlaxcala                                   |
| 7º                     | Francisco Santos García de Ontiveros y Martínez             | 1592 - 1596 |                                                             |
| 6º                     | Pedro Suarez de Escobar, O.S.A.                             | 1591 - 1592 |                                                             |
| 5º                     | Domingo de Alzola, O.P.                                     | 1582 - 1590 |                                                             |
| 4º                     | Francisco Gómez de Mendiola y Solórzano                     | 1573 - 1579 |                                                             |
| 3º                     | Pedro de Ayala, O.F.M.                                      | 1561 - 1569 |                                                             |
| 2º                     | Antonius de Ciudad Rodrigo, O.F.M.                          | 1552 - 1553 |                                                             |
| 1º                     | Pedro Gómez Maraver                                         | 1548 - 1551 |                                                             |
| Bispos-auxiliares      |                                                             |             |                                                             |
|                        | Ramón Salazar Estrada                                       | 2021 -      | Atual                                                       |
|                        | Manuel González Villaseñor                                  | 2020 -      | Atual                                                       |
|                        | Eduardo Muñoz Ochoa                                         | 2020-2024   | Nomeado Bispo de Autlán                                     |
|                        | Engelberto Polino Sánchez                                   | 2018 –      | Atual                                                       |
|                        | Juan Manuel Muñoz Curiel, O.F.M.                            | 2018 –      | Atual                                                       |
|                        | Héctor López Alvarado                                       | 2018–       | Atual                                                       |
|                        | Juan Humberto Gutiérrez Valencia                            | 2008–2018   | Bispo auxiliar emérito                                      |
|                        | José Francisco González González                            | 2008–2013   | Nomeado Bispo de Campeche                                   |
|                        | José Leopoldo González González                             | 2005–2015   | Nomeado Bispo de Nogales                                    |
|                        | Rafael Francisco Martínez Sáinz                             | 2002–2012   |                                                             |
|                        | José María de la Torre Martín                               | 2002–2008   | Nomeado Bispo de Aguascalientes                             |
|                        | Miguel Romano Gómez                                         | 2000–2014   | Bispo auxiliar emérito                                      |
|                        | José Benjamín Castillo Plascencia                           | 1999–2003   | Nomeado Bispo de Tabasco                                    |
|                        | José Trinidad González Rodríguez                            | 1997–2015   | Bispo auxiliar emérito                                      |
|                        | José Luis Chávez Botello                                    | 1997–2001   | Nomeado Bispo de Tuxtla Gutiérrez                           |
|                        | Javier Navarro Rodríguez                                    | 1992–1999   | Nomeado Bispo de San Juan de los Lagos                      |
|                        | José Guadalupe Martín Rábago                                | 1992–1995   | Nomeado Bispo de León                                       |
|                        | Ramón Godinez Flores                                        | 1980–1998   | Nomeado Bispo de Aguascalientes                             |
|                        | Adolfo Hernández Hurtado                                    | 1974–1997   |                                                             |
|                        | Antonio Sahagún López                                       | 1973–1992   |                                                             |
|                        | Rafael Garcia González                                      | 1972–1974   | Nomeado Bispo de Tabasco                                    |
|                        | Francisco Uranga y Sáenz                                    | 1919–1922   | Nomeado bispo de Cuernavaca                                 |
|                        | Ignacio Mateo Guerra y Alba                                 | 1862–1863   | Nomeado Bispo de Zacatecas                                  |